# Moncrabeau
Moncrabeau is een gemeente in het Franse departement Lot-et-Garonne (regio Nouvelle-Aquitaine) en telt 780 inwoners (1999). De plaats maakt deel uit van het arrondissement Nérac.

## Geografie
De oppervlakte van Moncrabeau bedraagt 49,3 km², de bevolkingsdichtheid is 15,8 inwoners per km².
De onderstaande kaart toont de ligging van Moncrabeau met de belangrijkste infrastructuur en aangrenzende gemeenten.

## Demografie
Onderstaande figuur toont het verloop van het inwonertal (bron: INSEE-tellingen).